# 二本松藩
二本松藩（日语：／ Nihonmatsu han */?）是日本江戶時代的一個藩。位於陸奧國，藩廳是二本松城。

## 歷史
在豐臣政權統治時期二本松城曾經成為蒲生氏鄉、上杉景勝、蒲生秀行及蒲生忠鄉管治下的一座支城。1627年蒲生忠鄉病逝，在無子繼承下，由加藤嘉明入藩管治。嘉明的外婿松下重綱封被到二本松城，重綱同年身亡由長子長綱。一年後，加藤明利入主，直至1643年被改易為止。
1643年10月1日，丹羽長重入藩，直到廢藩置縣為止，仍由丹羽氏管治。

## 歷任藩主

### 松下家
外樣3萬石
1. 松下重綱（1627年）
2. 松下長綱（1627年－1628年）

### 加藤家
外樣3萬石
1. 加藤明利（1628年－1643年）

### 丹羽家
外樣、10萬700石→5萬700石
1. 丹羽光重（1643年－1679年）
2. 丹羽長次（1679年－1698年）
3. 丹羽長之（1698年－1700年）
4. 丹羽秀延（1701年－1728年）
5. 丹羽高寛（1728年－1745年）
6. 丹羽高庸（1745年－1765年）
7. 丹羽長貴（1765年－1796年）
8. 丹羽長祥（1796年－1813年）
9. 丹羽長富（1813年－1858年）
10. 丹羽長國（1858年－1868年）
11. 丹羽長裕（1868年－1871年）